# Villa Caumont Caimi
Villa Caumont Caimi, nota anche come Il Recinto, è un edificio in stile neoclassico situato in via Giuseppe Verdi 12 a Felino, in provincia di Parma; posizionata all'interno di un ampio parco d'origine seicentesca, è affiancata da una serie di edifici annessi, tra cui le scuderie settecentesche e la stalla neogotica.

## Storia
La villa originaria fu edificata probabilmente nella prima metà del XVII secolo per volere dei conti Bajardi, all'epoca proprietari di un fondo di 15 ettari nella zona sud del paese; la struttura, gli edifici agricoli annessi e il grande parco furono infatti già raffigurati nella planimetria generale della tenuta redatta nel 1684, in occasione della causa che fu intentata dal marchese Orazio Lampugnani, feudatario di Felino, nei confronti del conte Paolo Camillo Bajardi, che l'anno precedente aveva avviato i lavori di costruzione di un muro di cinta sul perimetro della proprietà; la vertenza si risolse soltanto nel 1687, favorevolmente al Bajardi, che completò il lungo muro in sasso ancora oggi esistente.
Probabilmente intorno al 1780 i proprietari ristrutturarono la villa, fino ad allora sviluppata su una pianta quadrata e dotata di torretta centrale, conferendole le forme attuali; in quegli stessi anni ricostruirono inoltre le scuderie adiacenti.
Nel 1821 l'ultimo conte Paolo Camillo Bajardi alienò la proprietà all'impresario edile Amedeo Rosazza, che morì dopo pochi anni; nel 1831 i suoi figli furono costretti a vendere nuovamente il "Recinto" al conte Francesco Caimi di Parma, che acquistò la tenuta per farne la propria residenza di villeggiatura. Nel 1839 il nuovo proprietario incaricò l'architetto Giuseppe Rizzardi Polini della ricostruzione dei prospetti della villa in stile neoclassico; iniziò anche l'opera di sistemazione e arricchimento di piante esotiche nel grande parco, di cui mantenne inalterato l'impianto seicentesco a eccezione di alcune piccole modifiche prospettiche.
Nel 1852 la figlia Elisa Caimi, ultima erede della stirpe, sposò il conte Henri Caumont, che si trasferì nella villa e proseguì i lavori di sistemazione del parco, cui aggiunse due esemplari di sequoia della California e altre conifere ancora oggi esistenti; negli anni seguenti il Caumont acquistò nuove terre nel Parmense per estendere l'azienda agricola e nel 1867 avviò l'opera di restauro della villa: alcuni ambienti interni furono decorati in stile neorinascimentale, mentre le facciate furono arricchite con l'aggiunta della balaustra in sommità e di stucchi neobarocchi intorno alle finestre.
Nel 1875 Henri Caumont incaricò il capomastro Ludovico Tagliavini della ricostruzione della stalla accanto all'ingresso, in stile neogotico svizzero. Due anni dopo acquistò il terreno sull'altro lato della strada per San Michele Tiorre, all'epoca adiacente alla facciata settentrionale della villa, per spostarla di 20 m verso nord su permesso del Comune di Felino; ciò consentì la costruzione a opera del Tagliavini della monumentale cancellata di gusto neomedievale, tra l'ingresso monumentale a emiciclo e la strada per San Michelino. Fece poi tracciare il viale di pioppi di fronte all'ingresso (attuale via Caumont Caimi) e al termine della strada fece edificare la Casa della Madonnina, oggi nota come Casa del Rigoletto, in stile neogotico svizzero, mentre accanto alla stalla fece innalzare alcuni piccoli edifici annessi, tra cui la lavanderia in forme di chalet. Negli anni seguenti incrementò la produzione vinicola del vigneto seicentesco sul versante collinare a sud del parco.
L'unico figlio Federico Caumont Caimi, erede delle due famiglie ormai unite, si sposò con Maria Pallavicino e si trasferì a Genova, mantenendo la tenuta come residenza estiva; la contessa nel 1896 incaricò il pittore Achille De Lorenzi della decorazione ad affresco del fianco occidentale della villa, dalle cui facciate alcuni anni prima erano stati rimossi gli stucchi neobarocchi delle finestre.
Intorno al 1920 la filossera distrusse il vigneto di Sauvignon della tenuta, che non fu più ripiantato.
Nel 1940 la lunga cancellata neomedievale in ferro battuto fu requisita come metallo per la guerra e sostituita con un muro a onde, mantenendo intatto soltanto l'emiciclo d'ingresso.
Successivamente gli interni della villa furono in parte rimodernati per adeguarli alle esigenze della famiglia, mentre il parco fu conservato pressoché inalterato nel suo disegno originario.

## Descrizione
L'ampio parco interamente cintato si sviluppa ai piedi delle colline, estendendosi a sud di via Giuseppe Verdi fino a via Nello Venturini; i fabbricati sono collocati lungo il confine nord, parallelamente alla strada Pedemontana; procedendo da ovest si trovano le ex scuderie, la villa e, oltre l'ingresso a emiciclo, l'ex stalla e gli edifici annessi.

### Villa
La villa si sviluppa su un impianto pressoché rettangolare, con prospetto principale a sud.
La simmetrica facciata intonacata si eleva su tre livelli fuori terra; il corpo centrale presenta al piano terreno un atrio porticato che si affaccia verso il giardino con quattro ampie arcate a tutto sesto; ai piani superiori si aprono con regolarità le finestre delimitate da cornici modanate, mentre a coronamento si innalza una balaustra classica arricchita da piedistalli e vasi, aggiunta nel 1867. Le ali laterali, leggermente più basse, presentano tre livelli di aperture similari alle precedenti.
Il prospetto orientale è caratterizzato dal portale d'ingresso centrale, coperto da un piccolo portico; in sommità si elevano dal tetto tre abbaini, di cui quello centrale coronato da un orologio da torre, aggiunto nel 1867.
Il fianco occidentale, preceduto da portico, è decorato al piano terreno da un grande affresco raffigurante San Giorgio che uccide il drago, dipinto nel 1896 da Achille De Lorenzi.

### Stalla

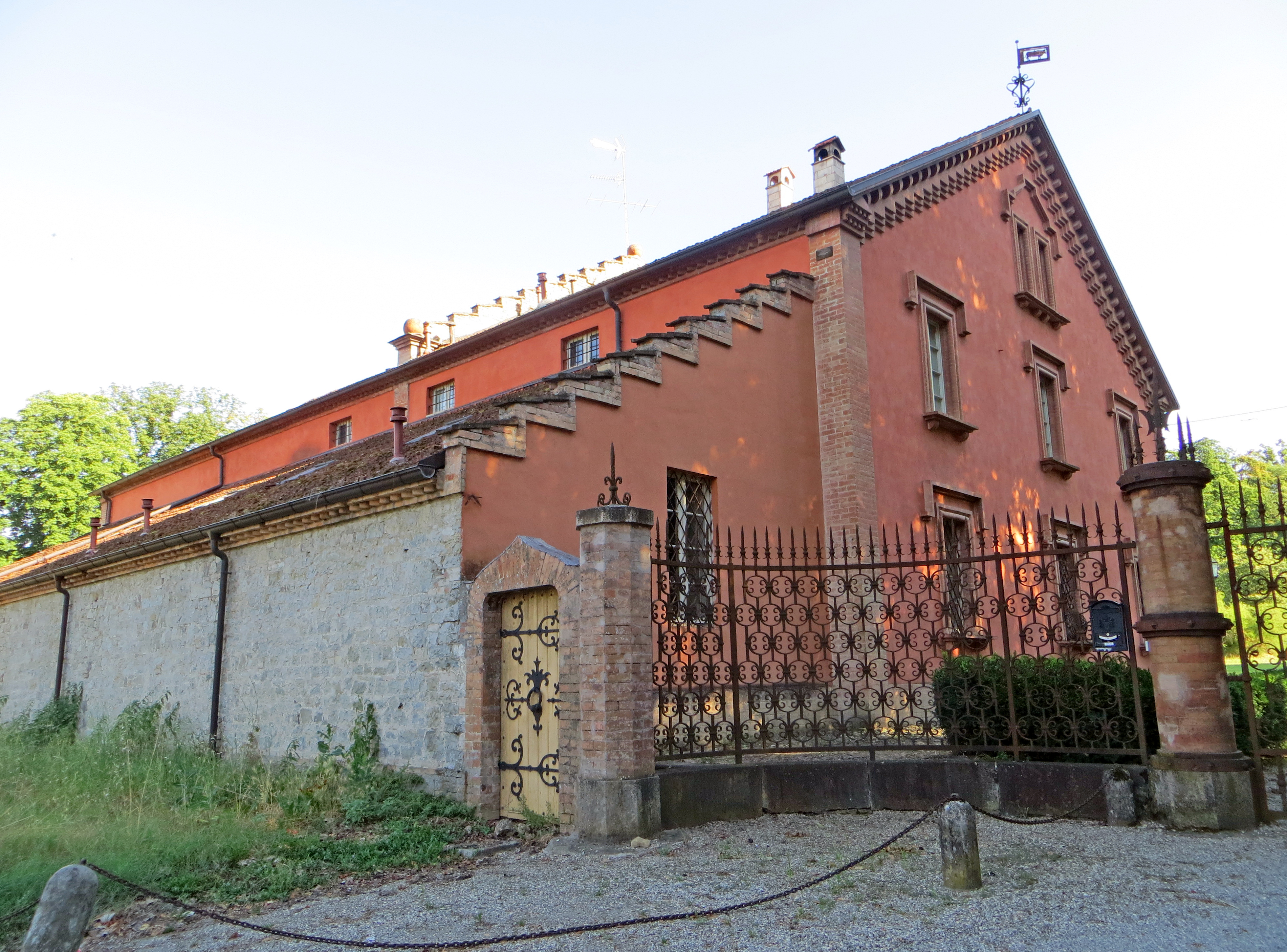
Stalla

La stalla si innalza alla sinistra della cancellata d'ingresso a emiciclo, sviluppandosi su una pianta rettangolare.
La simmetrica facciata occidentale della porzione abitativa presenta caratteristiche decorazioni neogotiche in cotto, che delimitano i tre livelli di finestre e il cornicione a scaletta del tetto a capanna; analoghi ornamenti proseguono anche sul prospetto opposto e sulla fronte sud, ove è presente anche un porticato ad arcate a sesto ribassato, rette da colonne in mattoni con capitelli dorici.
All'interno la stalla si innalza su una serie di colonne in laterizio con capitelli troncoconici, a sostegno delle volte a vela in mattoni.

### Parco
Interamente circondato da un muro di cinta eretto a partire dal 1683, il grande parco si estende in piano nella fascia settentrionale e in leggero declivio in quella meridionale.
Numerose piante disposte a gruppi si innalzano nei pressi delle ex scuderie e della villa, a sud della quale si estende un ampio prato che prosegue verso est; più a sud gli alberi formano due fitte boscaglie, in origine affiancate in fascia collinare dai vigneti di Sauvignon scomparsi dopo il 1920.
A est della villa si ergono tra due cedri, due querce e un grande acero campestre due alte sequoie della California, piantate poco dopo la metà del XIX secolo. Non lontano si innalza un maestoso abete rosso.
All'interno della boscaglia di latifoglie si trovano numerose conifere esotiche, tra cui una tsuga canadensis, vari esemplari di crittomeria giapponese, di cipresso delle paludi e di altri tassi di diversa provenienza, oltre a un abete di Spagna e a un abete di Cefalonia.
Si distingue inoltre per le ragguardevoli dimensioni un platano comune.
Lungo il confine meridionale si estende infine un piccolo boschetto di castagni.

### Casa del Rigoletto

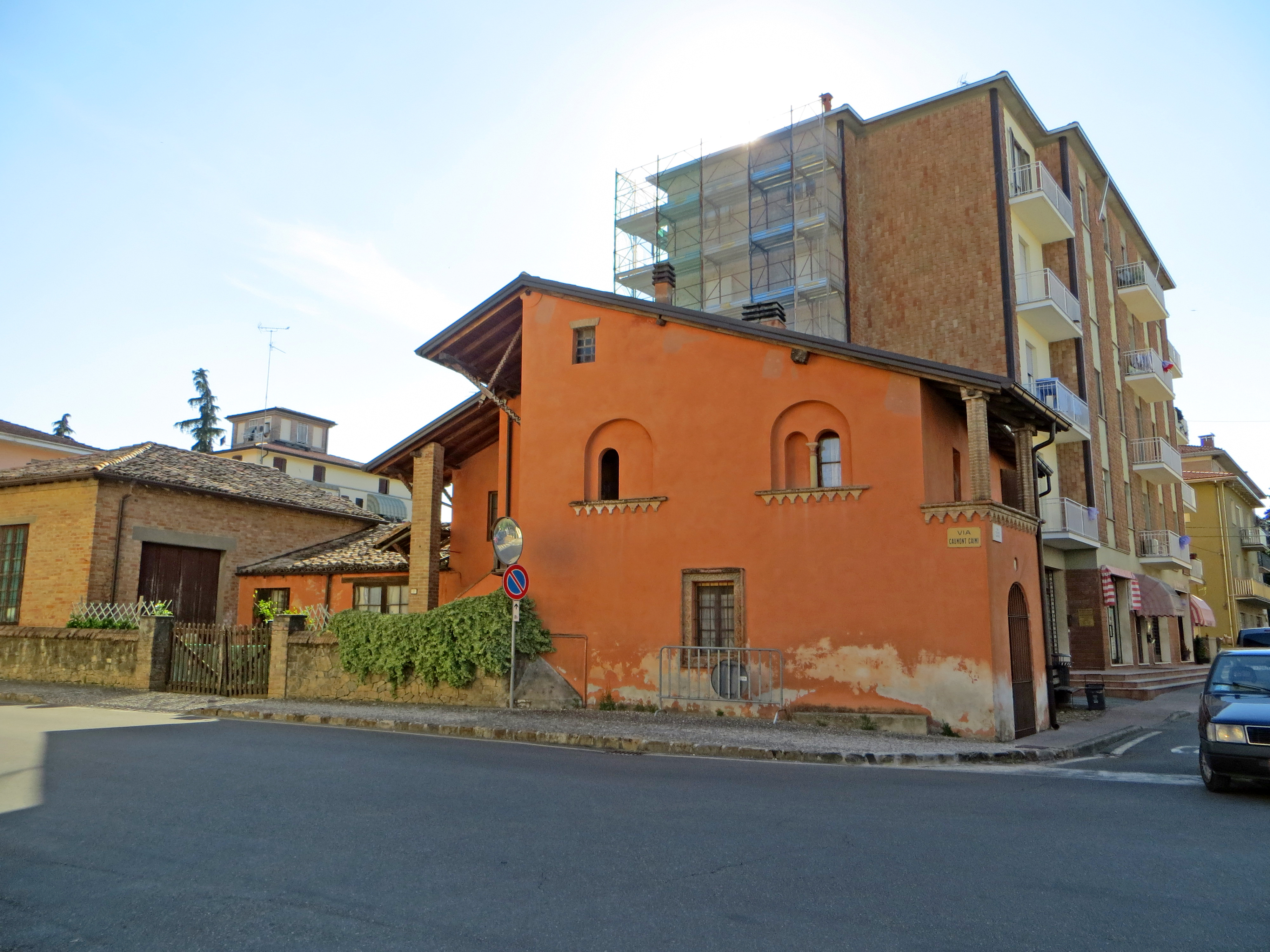
Casa del Rigoletto

La Casa del Rigoletto, in origine detta Casa della Madonnina per la presenza, all'interno di una nicchia posta sullo spigolo nord-est, di un'edicola contenente l'immagine della Madonna, si erge all'esterno del parco, al termine dell'attuale via Caumont Caimi ad angolo con via Giosuè Carducci.
Il rustico edificio ottocentesco, dai tratti neogotici nordici, è caratterizzato dalla presenza di decorazioni in cotto, che arricchiscono le bifore cieche della facciata, le cornici e i davanzali di alcune finestre, del balconcino sull'edicola e del portale d'ingresso ad arco a tutto sesto sul lato nord.